# Dòng họ Trump

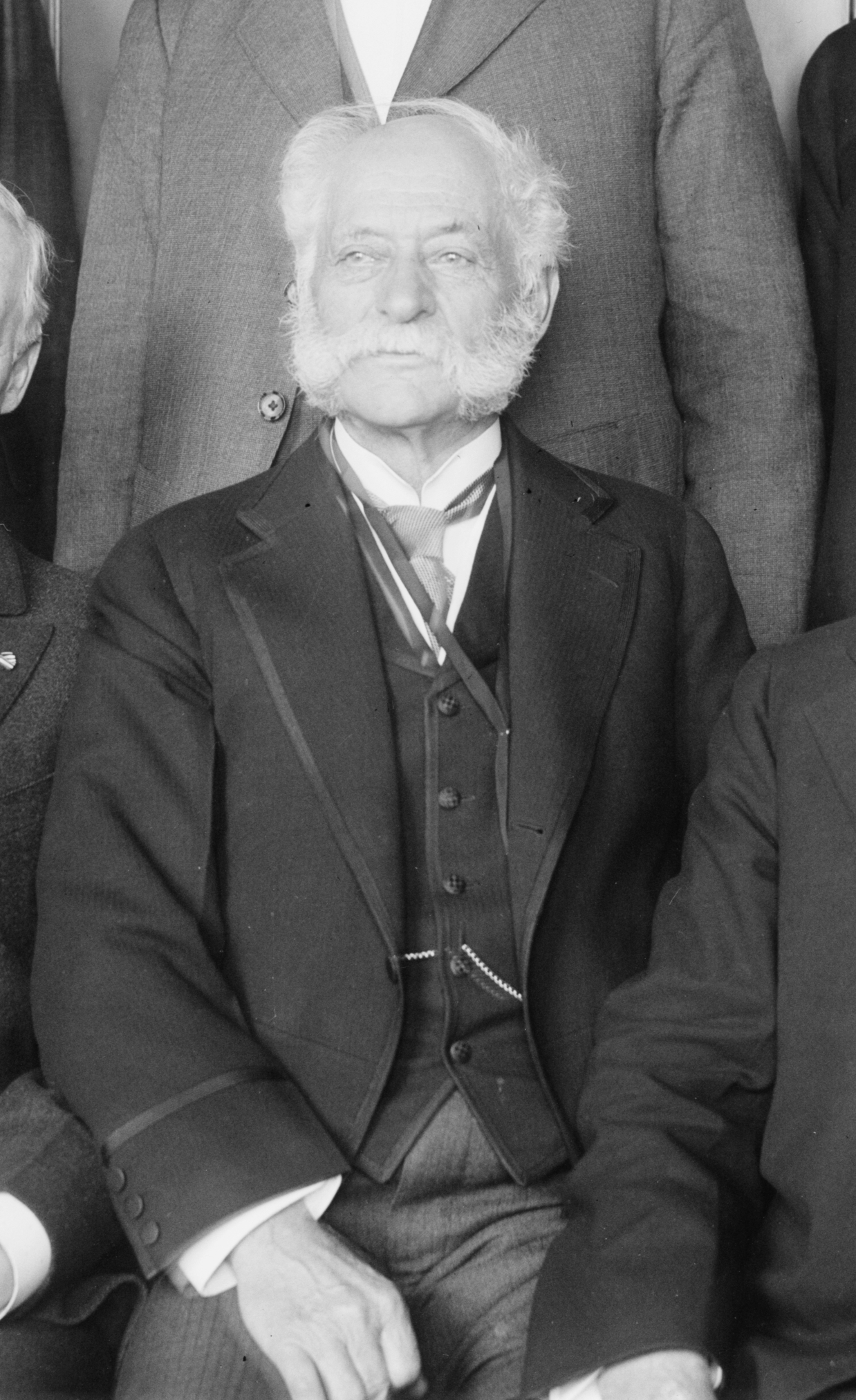
Henry J. Heinz, người sáng lập công ty Heinz, là cháu nội của Charlotte Louisa Trump.

Trump (US: /ˈtrʌmp/; tiếng Đức: [ˈtʁʊmp]; /ˈdrʊmpʰ/) là một dòng họ người Đức và người Mỹ gốc Đức, xuất thân từ Johann Philipp Trump (1667-1707) từ Kallstadt, Tuyến hầu quốc Palatinate, Đế chế La Mã thần thánh, ngày nay là Cộng hòa Liên bang Đức.
Trong khi họ Trump hiện diện trên khắp nước Đức, dòng họ này được ghi lại là tên của dòng họ này ở Kallstadt từ thế kỷ XVII, nơi có nhiều thành viên gia đình là những người sản xuất rượu vang. Các thành viên trong dòng họ vẫn sinh sống ở vùng đất tổ tiên của gia đình ở tây nam Đức.
Một số thành viên dòng họ chuyển đến và thành lập các các nhánh con thứ ở Hoa Kỳ vào thế kỷ XIX, trong đó có con trai của Charlotte Louisa Trump, Johann Heinrich Heinz, cha của Henry J. Heinz, người sáng lập công ty Heinz. Một nhánh nổi bật của gia đình là dòng dõi từ Friedrich (Frederick) Trump (1869–1918) và vợ Elisabeth (nhũ danh Christ; 1880–1966), cả hai đều là người bản địa của Kallstadt.
Dòng họ Trump người Mỹ gốc Đức nổi bật trong các lĩnh vực bất động sản, giải trí và chính trị. Thành viên nổi tiếng nhất của dòng họ Trump là Donald Trump, Tổng thống Hoa Kỳ từ 2017 đến 2021.

## Lịch sử

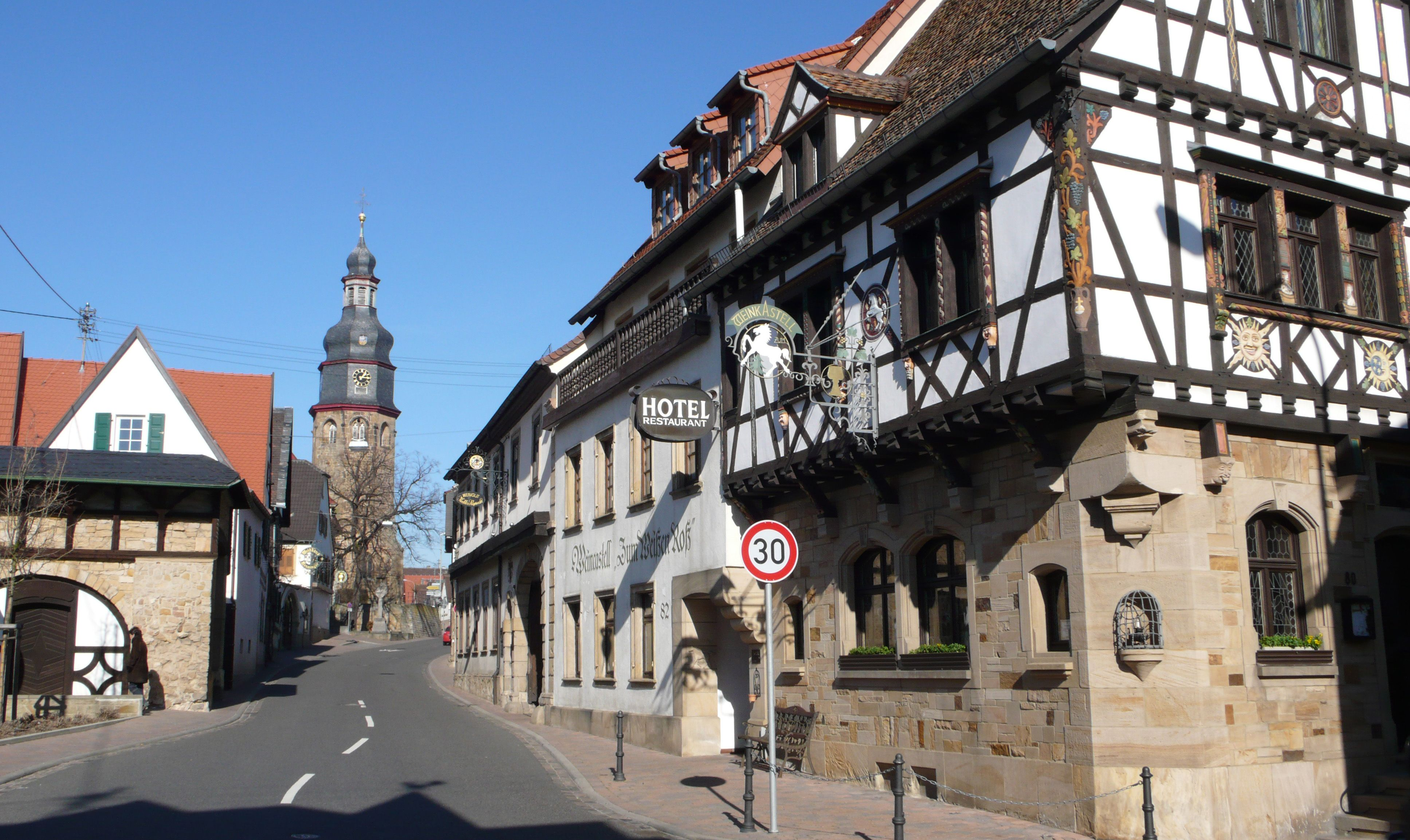
Kallstadt, Đức, quê hương dòng họ Trump.

Trump là họ của người Đức có nguồn gốc từ "trống" hoặc "kèn trompet". Tên này được ghi nhận ở Kallstadt từ thế kỷ XVII.
Gwenda Blair cho rằng dòng họ này có thể là hậu duệ của một luật sư lưu động, Hanns Drumpf, người định cư ở Kallstadt vào năm 1608 và con cháu của họ đã đổi tên từ Drumpf thành Trump trong cuộc chiến tranh ba mươi năm thế kỷ XVII. Tuy nhiên, điều này không phù hợp với thông tin từ trong phả hệ dòng họ Đức. Nhà báo Kate Connolly, đến thăm Kallstadt, đã tìm thấy một số biến thể trong cách đánh vần tên họ trong kho lưu trữ của làng (bao gồm Drumb, Tromb, Tromp, Trum, Trumpff, Dromb) nhưng bài viết của cô không ghi "Drumpf". Không có dấu hiệu nào cho thấy các cách viết khác của tên, bao gồm Trumpf, có thể liên quan đến Trumps.
Julian Trump sinh ra từ ngôi làng gần đó Bobenheim am Berg đã trở thành một người trồng nho ở Kallstadt vào cuối thế kỷ XVII. Một số con cháu của ông cũng là người vintners ở Kallstadt, một trong nhiều ngôi làng ở vùng trồng nho nổi tiếng Palatinate (Pfalz). Charlotte Louisa Trump (1789-1833) kết hôn với Johann Georg Heinz và con trai của họ Johann Heinrich (John Henry) Heinz (1811-1891) di cư từ Kallstadt đến Hoa Kỳ vào năm 1840 và là cha của Henry J. Heinz (1844.), người sáng lập công ty Heinz.
Ông nội của Donald Trump là Frederick Trump, người sinh năm 1869 tại Kallstadt với tên gọi Friedrich Trump.